# Заслуженный экономист Республики Башкортостан
Заслуженный экономист Республики Башкортостан, Башкирской ССР, Башкирской АССР (баш. Башҡортостан Республикаһының (Башҡорт ССР-ының, Башҡорт АССР-ының) атҡаҙанған иҡтисадсыһы) — почётное звание в Республике Башкортостан, Башкирской ССР, Башкирской АССР. Введён указом Президиума Верховного Совета Башкирской АССР 14 ноября 1973 года под названием «Заслуженный экономист Башкирской АССР», с 13 октября 1990 по 9 сентября 1992 года назывался «Заслуженный экономист Башкирской ССР». Текущее название, действующее с 9 сентября 1992 года официально установлено Указом Президента в 1996 году и утвержден Государственным Собранием — Курултаем Республики Башкортостан.  
Почетное звание присваивается по распоряжению Президента Республики Башкортостан специалистам за заслуги в области экономики и финансов.    

## Порядок присваивания
Представление к присвоению почетного звания «Заслуженный экономист Республики Башкортостан», и наградной лист установленного образца вносятся на рассмотрение Президенту Республики Башкортостан. Решение о присвоении оформляется указом.
Вручение почетного звания, как и прочих государственных наград, производится Президентом, либо его представителями. На торжественной церемонии награжденному выдается Грамота о присвоении ему почетного звания и нагрудный знак «Заслуженный экономист Республики Башкортостан». Нагрудный знак «Заслуженный экономист Республики Башкортостан» носится на правой стороне груди.
Вручение наград производится в связи с:
- отраслевыми (профессиональными) праздниками;
- при подведении итогов работы за год.

## Требования
Звание «Заслуженный экономист Республики Башкортостан» присваивается высокопрофессиональным специалистам в области экономики и финансов:
- за личные заслуги в области экономики и финансовой деятельности;
- при наличии хороших экономических, финансовых и производственных показателей;
- за личный вклад в развитие экономической науки;
- за личный вклад в подготовке квалифицированных кадров в области экономики и финансов

Почетное звание присваивается специалистам, проработавшим по специальности не менее 15 лет.

## История
Почетное звание было установлено Указом Президента Республики Башкортостан от 30 декабря 2005 года № 271-з «О государственных наградах и почетных званиях Республики Башкортостан». Тем же
"Указом утверждено первоначальное Положение о почётном звании, в котором говорилось:
Государственные награды и почетные звания Республики Башкортостан являются высшей формой поощрения граждан за заслуги в государственном строительстве, защите Отечества, развитии экономики, социальной сферы, науки, культуры, искусства, в воспитании, обучении, охране жизни, здоровья и прав граждан, благотворительной деятельности и за иные выдающиеся заслуги перед Республикой Башкортостан и ее многонациональным народом".

## Заслуженные экономисты Республики Башкортостан
- Гаскаров, Айрат Рафикович
- Галлямов, Флюр Фанавиевич
- Гатауллин, Рустам Шакирьянович
- Ишмияров, Марат Хафизович
- Барлыбаев, Халиль Абубакирович
- Михайлов, Дмитрий Иванович
- Марданов, Рустэм Хабибович
- Новиков, Сергей Владимирович
- Фаткуллин, Мухтар Хурматович